# Новороздольская городская община
Новороздольская городская общи́на (укр. Новороздільська міська громада) — территориальная община в Стрыйском районе Львовской области Украины.
Административный центр — город Новый Роздол.
Население составляет 37 215 человек. Площадь — 101,9 км².

## Населённые пункты
В состав общины входит 1 город (Новый Роздол), 1 посёлок (Роздол) и 8 сёл:
- Берездовцы
- Березина
- Горишнее
- Гранки-Куты
- Долишнее
- Подгорцы
- Станковцы
- Тужановцы